# König-Brauerei

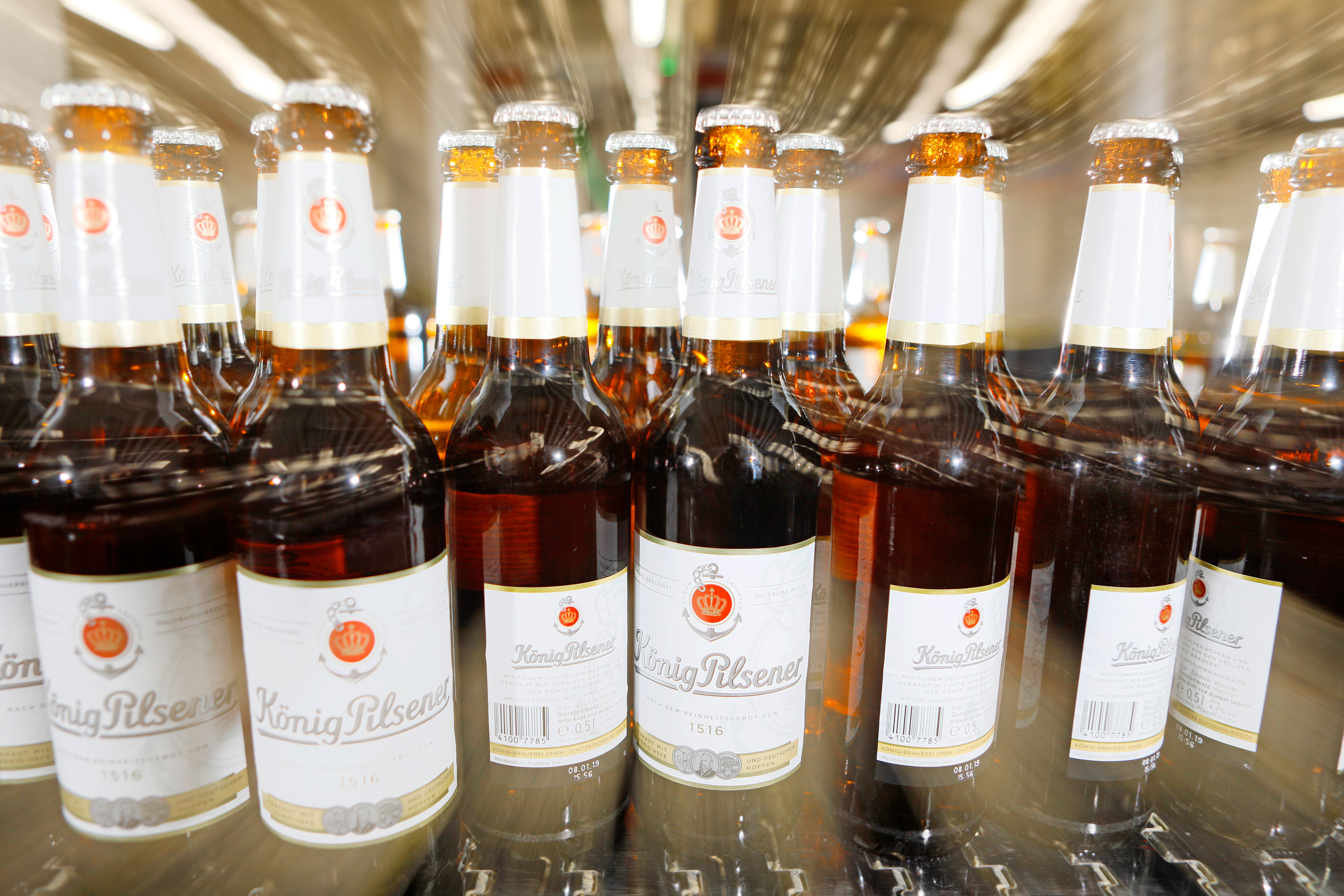
Flaschen mit König Pilsener in der Abfüllung der Brauerei

Die König-Brauerei ist eine Brauerei in Duisburg-Beeck, in der unter anderem das „König Pilsener“ (umgangssprachlich auch: KöPi) gebraut wird. Jährlich werden rund 1,1 Mio. Hektoliter Bier gebraut. Die König-Brauerei gehört zur Bitburger Braugruppe.

## Geschichte
Theodor König gründete die Brauerei 1858 in der damals noch nicht zu Duisburg gehörenden Landgemeinde Beeck. Der erste Jahresausstoß der König-Brauerei betrug 206 Hektoliter. Mit der beginnenden Industrialisierung des Ruhrgebiets im 19. Jahrhundert wuchs auch die Brauerei. Um die Jahrhundertwende betrug der Ausstoß bereits 50.000 Hektoliter (2016: rund 1,1 Millionen hl). Im Jahre 1899 wurde das Unternehmen in eine Aktiengesellschaft umgewandelt. Das Aktienkapital betrug um 1914 1,4 Millionen Mark, es war größtenteils in Händen der Familie König.
Für das Jahr 1911 lässt sich erstmals die Marke König Pilsener nachweisen. Das ehemals für seine hopfige Herbe bekannte Bier wurde in seiner Rezeptur weiter verfeinert und zunehmend dem Massengeschmack angepasst. Der Erste Weltkrieg sowie die wirtschaftlich und politisch instabilen Verhältnisse der Weimarer Republik setzten der König-Brauerei zu. Dennoch vertrieb die Brauerei ihr Spitzenprodukt König Pilsener bereits in den 1920er Jahren über den Großraum Duisburg hinaus.
Während des Zweiten Weltkrieges wurde die Brauerei bei einem Bombenangriff im November 1944 fast vollständig zerstört. Nach dem Kriegsende begann das Unternehmen mit dem Wiederaufbau und errichtete eine der modernsten Brauanlagen dieser Zeit.
Ab 1950 wurde König Pilsener als nationale Biermarke aufgebaut und übernahm 1980/1981 die Marktführerschaft auf dem Pils-Sektor sowie unter den Privatbrauereien. Im Jahr 2000 verkaufte die Inhaber-Familie die König-Brauerei an die Holsten-Brauerei. Der Holsten-Konzern wurde 2004 an die dänische Braugruppe Carlsberg verkauft, die diesen zerschlug und die König-Brauerei an die Bitburger Holding veräußerte. Seit 2007 ist die König-Brauerei Teil der Bitburger Braugruppe, das König Pilsener wird in weiten Teilen Deutschlands vermarktet.
2016 führte die König-Brauerei die Spezialitätenmarke Th. König Brauwerke ein. Im März 2019 folgte das König Rotbier.

## Produkte
König Pilsener ist ein untergäriges Vollbier mit einem Alkoholgehalt von 4,9 Volumen-% und einer Stammwürze von 11,5 %.
Th. König Zwickl ist ein untergäriges, ungefiltertes Zwicklbier mit einem Alkoholgehalt von 5,3 Volumen-% und einer Stammwürze von 12,8 %.
König Pilsener Alkoholfrei ist ein untergäriges Vollbier mit einer Stammwürze von 12,5 %. Der Alkoholgehalt beträgt weniger als 0,5 Volumen-%. Bis 2005 wurde König Pilsener Alkoholfrei unter der Marke Kelts geführt.
König Alt, eine in den 1970er Jahren gebraute Altbier-Variante, wurde eingestellt. Ebenfalls nicht mehr zum Produktportfolio gehören König Export, König Rotbier, König Leichtes Radler sowie das Malzbier König Malz.

## Gebinde
Die Produkte der König-Brauerei sind in unterschiedlichen Gebindeformen erhältlich:
- König Pilsener:
  - Dosen:
    - 0,33-Liter-Dose (nur für den Export)
    - 0,5-Liter-Dose
    - 5-Liter-Fass-Dose

  - Flaschen:
    - 0,33-Liter-Flasche im Sechserträger bzw. in der 24er Getränkekiste
    - 0,33-Liter-Steinie-Flaschen in der 20er Getränkekiste
    - 0,5-Liter-Flasche in der 20er Getränkekiste

  - Fässer:
    - 10-, 20-, 30- und 50-Liter-Fass
- König Pilsener Alkoholfrei:
  - Flaschen:
    - 0,33-Liter-Flasche im Sechserträger bzw. in der 24er Getränkekiste
    - 0,5-Liter-Flasche in der 20er Getränkekiste
- Th. König Zwickl:
  - Flaschen:
    - 0,33-Liter-Steinie-Flasche in der 20er Getränkekiste sowie im 6er und 8er-Karton

  - Fässer:
    - 30-Liter-Fass

## Werbung
Die König-Brauerei mit ihrer Marke König Pilsener gehört zu den Pionieren der deutschen Bierwerbung. Als erste deutsche Brauerei lancierte sie bereits in den 1950er Jahren nationale Werbekampagnen. Auch später wurde König Pilsener mit großem Aufwand im deutschen Fernsehen beworben, so mit der „König-Treuen“-Kampagne in den 1960er und 1970er Jahren mit Hermann-Josef Abs und Maria Schell oder zu Beginn der 1980er Jahre mit der „Dame mit dem roten Hut“.
Von 2005 bis 2010 warb König Pilsener mit dem Slogan „Das König der Biere“. Unter diesem Motto präsentierte die Kampagne Prominente aus verschiedenen Lebensbereichen. Til Schweiger, Boris Becker, Charles Schumann und Dieter Müller traten als Markenbotschafter auf. 2011 wurden Spots mit dem Slogan „Heute ein König“ produziert, aus denen sich auch Anzeigenmotive abgeleitet haben. Im Herbst 2016 wurde der Slogan in „Und jetzt ein König“ geändert.
Im Juli 2017 startete die aktuelle Kampagne von König Pilsener. Zeitgleich erneuerte König Pilsener den gesamten Markenauftritt und holte den Anker zurück in das Logo. Bereits von 1911 bis 2003 war er Bestandteil des Logos.

## Sponsoring
In der Rhein-Ruhr-Region unterstützt die König-Brauerei mit ihrer Marke König Pilsener zahlreiche breitenwirksame Veranstaltungen, beispielsweise Bochum Total, das Haldern POP Festival, das Stadtwerke Sommerkino Duisburg und das Traumzeit-Festival.  Darüber hinaus unterstützt König Pilsener Vereine auf regionaler Ebene und besitzt beispielsweise die Namensrechte der Nordkurve („König Pilsener Fankurve“) des Fußballstadions des MSV Duisburg. Zudem ist König Pilsener Partner von Rot-Weiß Oberhausen und Partner des Bundesliga-Frauenfußballteams des MSV Duisburg.
Ab der Bundesligasaison 2015/16 löste König Pilsener den bisherigen Biersponsor des Hamburger SV, Holsten Pilsener, nach 75 Jahren ab.
Neben den Aktivitäten im Fußball ist König Pilsener auch Sponsor der Eishockeyclubs EV Duisburg und Moskitos Essen. Außerdem war die Marke bis Ende 2021 Namensgeber der König-Pilsener-Arena in Oberhausen und des Königpalast in Krefeld.
Nationale Engagements gehören aber ebenso zum Sponsoringkonzept. Unter anderem unterstützt König Pilsener in Hamburg das Stadtpark OpenAir. Darüber hinaus ist König Pilsener Partner der GOP Entertainment Group und von Mehr-BB Entertainment.
Seit der Neugründung des American Football Teams Rhein Fire ist König Pilsener einer der Hauptsponsoren für den Spielbetrieb in der European League of Football.